# Pierre Bersuire
Pierre Bersuire, noto anche come Pierre Bercheure o Pierre Berchoire (in latino: Petrus Berchorius o Petrus Bercorius, in italiano Pietro Bercorio) (Saint-Pierre-du-Chemin, circa 1290 – Parigi, 1362), è stato un umanista, storico e traduttore francese, autore di un Repertorium morale che costituiva una sorta di enciclopedia medievale.

## Biografia
Nato nel Poitou, nell'attuale dipartimento della Vandea, vestì dapprima la tonaca dei francescani, successivamente si convertì all'Ordine di San Benedetto nell'Abbazia di Saint Pierre a Maillezais. Nel 1320 accompagnò il suo abate ad Avignone, all'epoca sede del papato. Rimase ad Avignone per dodici anni, sotto la protezione del vicecancelliere papale, il cardinale Pierre Després, vescovo di Palestrina. Ad Avignone Bersuire acquistò numerosi benefici ecclesiastici e sinecure, che non richiedevano l'obbligo di risiedere al di fuori di Avignone, dove peraltro ebbe modo di conoscere uomini di cultura, come Petrarca. Nel 1340 frequentò l'Università di Parigi ed ebbe modo di incontrare nuovamente Francesco Petrarca in missione diplomatica alla corte di Francia. Nel 1354 fu creato priore di S. Eligio a Parigi, dove trascorse gli ultimi dodici anni della sua vita. Bersuire fu un predicatore eloquente, scrittore di voluminosi testi agiografici e traduttore di opere letterarie dal latino in francese.

## Opere
- Repertorium morale. È una sorta di dizionario biblico-morale, ad uso dei predicatori, in cui le parole principali della Sacra Scrittura, dalle quali si prende spunto per riflessioni morali, sono disposte in ordine alfabetico. Fu compilato qualche tempo prima del 1355, dedicata al cardinal Després. È giudicata la più importante opera di Bersuire e fu uno dei libri più popolari del suo genere; fu pertanto spesso stampato, prima a Colonia nel 1477, e di nuovo a Norimberga (1489), Lione (1517), Parigi (1521), Venezia (1589), Anversa (1609), ecc.
- Reductorium morale, in trentaquattro libri. Commenti a tutti i libri della Bibbia; stampata a Strasburgo nel 1474, poi a Basilea (1515) e a Lione (1536)
- Inductorium Biblicum morale, in sedici libri, omelie riguardanti Dio e il mondo
- Ovidius Moralizatus (da non confondere con Ovide Moralisé), scritto nel 1340; trasformazione in senso cristiano delle Metamorfosi di Ovidio
- Traduzione in francese della Storia di Roma di Tito Livio; traduzione eseguita per incarico di Giovanni II di Francia nel 1350